# Klistan Lawrence
Klistan Lawrence Vidal (7 gennaio 2003) è un pallavolista portoricano di origine cubana, opposto della Franco Tigano.

## Biografia
Figlio dell'ex pallavolista e allenatore Ramón Lawrence, nasce a Cuba, ma nel 2013 si trasferisce a Porto Rico, dove vive fino al passaggio dell'uragano Maria, dopo il quale si trasferisce insieme alla madre in Florida. 

## Carriera

### Club
La carriera di Klistan Lawrence inizia nei tornei scolastici portoricani con la Saint Francis School, proseguendo in Florida con la Forest HS, mentre a livello di club gioca con il 352 Elite. Riceve in seguito una borsa di studio per partecipare alla lega universitaria NCAA Division I con la CSU Long Beach, ma vi rinuncia per problemi didattici, approdando quindi alla Sagrado Corazón, nella Liga Atlética Interuniversitaria de Puerto Rico.
Nella stagione 2022-23 firma il suo primo contratto professionistico con la Powervolley Milano, in Superlega: nella stagione seguente resta in Italia, ma alla Lupi Santa Croce, in Serie A2, dove milita anche nel campionato 2024-25 con la maglia della debuttante Franco Tigano.

### Nazionale
Nel 2022 debutta nella nazionale portoricana alla NORCECA Final Six, mentre un anno dopo viene impiegato nell'inedito ruolo di schiacciatore e conquista la medaglia di bronzo alla NORCECA Final Four e ai XXIV Giochi centramericani e caraibici, oltre ad essere premiato come miglior realizzatore e miglior schiacciatore al campionato nordamericano e poi ancora come miglior realizzatore alla NORCECA Final Six. 
Conquista in seguito l'oro alla NORCECA Final Four 2024, venendo premiato come miglior opposto, e il bronzo alla Coppa panamericana 2024. Nel 2025 bissa l'oro alla NORCECA Final Four 2025.

## Palmarès

### Nazionale (competizioni minori)
- NORCECA Final Four 2023
- Giochi centramericani e caraibici 2023
- NORCECA Final Four 2024
- Coppa panamericana 2024
- NORCECA Final Four 2025

### Premi individuali
- 2023 - Campionato nordamericano: Miglior realizzatore
- 2023 - Campionato nordamericano: Miglior schiacciatore
- 2023 - NORCECA Final Six: Miglior realizzatore
- 2024 - NORCECA Final Four: Miglior opposto